# Tobias Wilhelmer
Tobias Wilhelmer (* 1986 in Innsbruck) ist ein österreichischer Filmeditor.

## Leben
Tobias Wilhelmer wurde 1986 in Innsbruck geboren. Von 2009 bis 2011 absolvierte er eine Mediendesign-Ausbildung am Medienkolleg Innsbruck. Von 2011 bis 2014 arbeitete er als Redakteur, Kameramann, Tonmeister und Editor für verschiedene Fernsehanstalten aus dem deutschsprachigen Raum und Kinoproduktionen. Wilhelmer studierte an der Filmakademie Baden-Württemberg, welche er mit einem Diplom im Fach Schnitt absolvierte. Seit 2014 ist er für den Schnitt von Spielfilmen, Dokumentarfilmen und Werbespots verantwortlich.
Die Filme Mein Vietnam und Just a Guy, feierten ihre Weltpremiere auf Amerikas größten Dokumentarfilmfestival, dem Hot Docs International Canadian Documentary Festival 2020. Zudem gewann Just a Guy den Hauptpreis des 30. Animafest in Zagreb. Mein Vietnam und Kash Kash wurden jeweils mit dem First Steps Award in Kategorie „Bester Dokumentarfilm“ ausgezeichnet. Der Debütfilm Kash Kash wurde bei der Weltpremiere am Copenhagen International Documentary Film Festival mit dem Next:Wave Award ausgezeichnet und gewann den deutschen Dokumentarfilmpreis 2023. Der Film Im Haus meiner Eltern feierte am 2025 Premiere am International Film Festival Rotterdam, wo er den Special Jury Award gewann.

## Filmografie (Auswahl)

### Langfilme
- 2025: Im Haus meiner Eltern (Kinospielfilm) - Regie: Tim Ellrich
- 2022: Kash Kash - without feathers we can’t live (Dokumentarfilm) – Regie: Lea Najjar
- 2021: Mein Fremdes Land (Dokumentarfilm) – Regie: Johannes Preuss & Marius Brüning
- 2020: Nollywood – Filmbusiness African Style (mittellanger Dokumentarfilm) Regie: Johannes Preuss
- 2020: Mein Vietnam (Dokumentarfilm) – Regie: Tim Ellrich & Thi Hien Mai
- 2019: Because we dreamt of flying (Spielfilm) – Regie: Lily Erlinger
- 2015: Die Wilderin (mittellanger Dokumentarfilm) – Regie: Jonas Köck & Paul Rose

### Kürzere Projekte
- 2021: A Dark Moment of Faith (Kurzfilm) – Regie: Zornitsa Dimitrova[8]
- 2020: Just a Guy (dokumentarischer Animations-Kurzfilm) – Regie: Shoko Hara
- 2019: Franz (Kurzspielfilm) – Regie: Adrian Goiginger